# Depressopyga tanzanica
Depressopyga tanzanica là một loài tò vò trong họ Ichneumonidae.